# Municipio de Ernest
El municipio de Ernest (en inglés: Ernest Township) es un municipio ubicado en el condado de Dade en el estado estadounidense de Misuri. En el año 2010 tenía una población de 131 habitantes y una densidad poblacional de 2,02 personas por km².

## Geografía
El municipio de Ernest se encuentra ubicado en las coordenadas 37°29′36″N 93°56′35″O / 37.49333, -93.94306. Según la Oficina del Censo de los Estados Unidos, el municipio tiene una superficie total de 64.95 km², de la cual 64,82 km² corresponden a tierra firme y (0,2 %) 0,13 km² es agua.

## Demografía
Según el censo de 2010, había 131 personas residiendo en el municipio de Ernest. La densidad de población era de 2,02 hab./km². De los 131 habitantes, el municipio de Ernest estaba compuesto por el 96,95 % blancos, el 0,76 % eran afroamericanos, el 1,53 % eran amerindios y el 0,76 % eran de una mezcla de razas. Del total de la población el 0,76 % eran hispanos o latinos de cualquier raza.